# 可也山
可也山（かやさん）とは、福岡県糸島市にある標高365.0mの山である。

## 概要
可也山は糸島半島の西部に位置しており、唐津湾に接している。標高は400mにも満たないものの、形の整った成層火山であり、糸島半島の平野部ほぼ全域から望むことができる。その山容から筑紫富士（つくしふじ）、糸島富士（いとしまふじ）、小富士（こふじ）などと呼ばれてきた（郷土富士のひとつ）。
山体の大部分は花崗閃緑岩からなり、昔から良質な石材の産地として知られていた。登山道の中腹部には福岡藩時代の採石場跡が残されている。
この採石場から切り出された石が、福岡藩の初代藩主・黒田長政公によって栃木県の日光東照宮に寄進され、日本最大の石鳥居として使用されている。
登山ルートには、東側から登攀する師吉ルートと、南側から登攀する小富士ルートの二種類がある。いずれのルートも登山道が整備されており、登山口から1時間程度で山頂に到達する。山頂には三等三角点が存在するが、周囲は竹薮に覆われており、展望は望めない。山頂から北西200m地点には可也山展望台があり、ここからは芥屋の大門や弊の松原、能古島や博多湾が望める。